# Gymnobela bairdii
Gymnobela bairdii é uma espécie de gastrópode do gênero Gymnobela, pertencente a família Raphitomidae.